# إذاعة وادي سوف
إذاعة واد سوف هي إذاعة محلية جزائرية بمنطقة واد سوف بدأت كمشروع سنة 1995م وانطلقت في البث يوم 21 نوفمبر 1996م وذلك على الموجة أف أم 98 بأربع ساعات يوميا لتصل الآن إلى 12 ساعة وذلك منذ 15 جوان 2006.

## وصلات خارجية
- تعريف إذاعة واد سوف من موقعها الرسمي
- موقع الإذاعة الرسمي

قالب:إذاعات جزائرية